# Samtgemeinde Altes Amt Lemförde
La comunità amministrativa di Altes Amt Lemförde (Samtgemeinde Altes Amt Lemförde) si trova nel circondario di Diepholz nella Bassa Sassonia, in Germania.

## Suddivisione
Comprende 7 comuni:
1. Brockum (1 043)
2. Hüde (1 219)
3. Lembruch (1 175)
4. Lemförde (comune mercato) (3 359)
5. Marl (695)
6. Quernheim (490)
7. Stemshorn (695)

(Abitanti il 31 dicembre 2021)
Il capoluogo è Lemförde.